# Nowy Czarnów
Nowy Czarnów – część wsi Czarnów w Polsce położonej w województwie mazowieckim, w powiecie piaseczyńskim, w gminie Konstancin-Jeziorna.
W latach 1975–1998 miejscowość administracyjnie należała do województwa warszawskiego.